# پتوی ضدخودکشی
پتوی ضد خودکشی که با مواد غیرقابل پاره شدن ساخته می‌شود، برای پیشگیری از خودکشی زندانی یا بیمار روانی به کار می‌رود. معمولاً این گونه پتوها از نایلون یا دیگر مواد تقویت شده ساخته می‌شوند. محکمی جنس این پتوها سبب می‌شود فرد نتواند آن را پاره کرده یا از آن یک طناب برای حلق‌آویز کردن بسازد.
پتوی ضد خودکشی ، پتوی مقاوم در برابر پارگی است که برای جلوگیری از ایجاد طناب برای خودکشی توسط افراد بستری ، زندانی یا بازداشت شده در بیمارستان استفاده می‌شود . این پتو معمولاً از نایلون ساده و محکم و یا مواد تقویت شده مشابه ساخته شده است. سفتی پتو باعث می‌شود بدون فشار مداوم، غلت زدن با آن یا تا کردن آن غیرممکن باشد. از همین ماده برای لباس ضد خودکشی نیز استفاده می شود .
خودکشی یکی از دلایل اصلی مرگ و میر زندانیان در سطح جهان است، زندان‌ها برای کاهش میزان خودکشی در داخل این مراکز اقدام به اجرای استفاده از پتوهای "ضد خودکشی" کرده‌اند. این طرح نه تنها در زندان ها بلکه در بیمارستان‌ها و دیگر مراکز توانبخشی روانی نیز اجرا می شود. با این اوصاف، تهیه پتوی ضد خودکشی به جای افزایش مراقبت یا ارائه برنامه برای معلولان ذهنی، به یک روش استاندارد تبدیل شده است، زیرا اغلب اوقات آنها هنگام تلاش برای جان باختن از وسایل خود استفاده می کنند. گفته می شود که پتو چهار و نیم پوند وزن دارد و اغلب بدون هیچ گونه لباس دیگری پوشیده می‌شود تا خطرات دیگر را از بین ببرد.
در زندان معمولا خودکشی ها به صورت حلق آویز کردن و یا با استفاده از اشیای تیز رخ می‌دهد اما در حالی که مرگ با حلق آویز کردن بسیار رایج است، مشخص است که برخی از زندانیان نیز لباس های خود را آتش می‌زنند، اما با پتوی ضد خودکشی، مواد آنقدر ضخیم است که اغلب شعله های آتش به سرعت پژمرده می‌شوند. همچنین این پتوها شامل چیزی شبیه به زیپ یا هر نوع قلاب فلزی دیگری نیستند که نشان می‌دهد با نوار چسب بسته شده است، بنابراین در صورت وجود شرایط اضطراری یا اقدام برای خودکشی، پتوی ضد خودکشی را می‌توان به راحتی از فرد جدا کرد.

## خودکشی در زندان
بیش‌تر خودکشی زندانی زمانی صورت می‌گیرد که وی در یک سلول تنها باشد. همچنین بیش‌تر خودکشی‌ها در ساعات آغازین صبح صورت می‌گیرند. گاهی مسئول ها در زندان اقدام به دیده‌بانی زندانی که افکار خودکشی دارد، می‌کنند. نرخ خودکشی میان زندانیان چهار برابر دیگر قشرها جامعه است اما مشخص نیست که آیا این موضوع به سبب محیط زندان است یا افراد با گرایش بیش‌تر به خودکشی (خودکش‌ها) بیش‌تر جرم مرتکب شده و زندانی می‌شوند؟
از انگیزه‌هایی که می‌شود به ظاهر گفت سبب خودکشی یک زندانی می‌گردد می‌توان به ترس وی از دیگر زندانیان، ترس وی از مجازات جرمی که مرتکب شده یا ترس وی از زندانی بودن طولانی‌مدت و از دست دادن روابط انسانی‌اش اشاره کرد.
یکی دیگر از دلایلی که سبب می‌شود زندانیان بیش‌تر مورد دیده‌بانی قرار بگیرند این است که پژوهش‌ها ثابت کرده‌اند که خودکشی، بیش‌تر با یک برنامه از پیش تعیین شده صورت می‌گیرد و زندانی، کم‌تر به صورت تکانشی اقدام به خودکشی می‌کند. این نشان می‌دهد چنانچه دیده‌بانی بیش‌تری صورت گیرد، امکان پیش‌بینی خودکشی نیز بیش‌تر می‌شود.

## عوامل مخاطره آمیز و محافظت کننده برای خودکشی

### عوامل جمعیت شناختی و اجتماعی خودکشی
- مرد جوان یا سالخورده بودن

- مجرد بودن (مخصوصا اگر فرد مطلقه باشد)

- انزوای اجتماعی

- فشار اقتصادی و شغلی

- باخت ها و از دست دادن های مکرر در زندگی

- احساس حقارت و بی کفایتی

- حبس طولانی

- تاریخچه قمار بازی

- دسترسی آسان به انواع سلاح گرم یا سرد

### عوامل بالینی خودکشی
- بیماری روانی عمده در گذشته و حال (مخصوصاً افسردگی)

- اختلال شخصیت (مرزی، خودشیفته، ضد اجتماعی)

- تکانشی یا خشن بودن بنا بر سابقه

- بیماری جسمانی فعلی

- سابقه خودکشی در خانواده

- خشم، بیقراری، یا اشتغال ذهنی تحت فشار

- سوء مصرف الکل یا داروهای روان گردان یا سیگار کشیدن دسترسی آسان به مواد سمی مهلک (از جمله داروهای تجویزی)

- برنامه تنظیم شده، آماده سازی ها برای مرگ، یادداشت خودکشی

- تردید کم درباره مردن در مقابل زیستن

### عوامل ویژه خودکشی جوانان
- ازدواج ناخواسته

- حاملگی ناخواسته

- فقدان حمایت خانوادگی

- سابقه سوء استفاده شدن جنسی

- مشکلات تحصیلی و شغلی

- انزوای اجتماعی

- جهت‌گیری همجنس گرا

- عوامل تسریع کننده

- عوامل استرس زای اخیر (مخصوصا از دست دادن حمایت عاطفی، اجتماعی، جسمانی یا مالی)

#### عوامل محافظت‌ کننده
- حمایت اجتماعی سالم

- ازدواج مناسب

- وابستگی یا اعتقاد مذهبی فعال

- وجود معنویت در زندگی

- وجود فرزندان کوچک وابسته

- داشتن‌ رابطه یاری بخش با یک مراقب

- عدم وجود افسردگی یا سوء مصرف مواد

- زندگی‌ کردن نزدیک تسهیلات پزشکی و سلامت روان آگاهی و بینش نسبت به بیماری فعلی خود و دریافتن این نکته که این خودکشی حاصل بیماری است

- مهارت های مسئله گشایی، کنترل خشم، مقابله کردن (اعتراض کردن) به شیوه صحیح

## نشانه های هشدار خودکشی
۱) حرف زدن بی سابقه در مورد احساس تنهایی و نا امیدی
۲)  نوشتن وصیت نامه
۳)  خرید وسیله  آسیب‌ رسان مثل اسلحه، بنزین و …
۴)  خواب خیلی کم یا خیلی زیاد
۵) پر اشتهایی یا کم اشتهایی  شدید که منجر به تغییر چشمگیر وزن شود
۶)  رفتارهای بی محابا مثل رانندگی پرخطر و مصرف زیاد الکل و مواد مخدر
۷) دوری از تعاملات اجتماعی
۸)  اضطراب و بی قراری شدید
۹) نوسان خلق شدید
بیش از نیمی از افرادی که به دلیل خودکشی فوت کرده‌اند در زمان مرگ بیماری شناخته شده روانپزشکی نداشته اند اما از بین افرادی که بیماری روانپزشکی دارند افسردگی در صدر جدول قرار دارد و سایر اختلالاتی که خطر خودکشی را می توانند افزایش دهند عبارت هستند از اختلال دوقطبی، اسکیزوفرنی، اضطراب و اختلالات شخصیت.

## عوامل افزایش دهنده خطر خودکشی
۱) زندانی بودن
۲) امنیت شغلی پایین و عدم رضایت شغلی
۳) کسانی که مورد سوء استفاده جنسی قرار گرفتن یا به صورت دراز مدت شاهد سوء استفاده بوده اند
۴)  ابتلا به بیماری جدی مثل سرطان یا ایدز
۵) انزوای اجتماعی و قربانیان درگیری های خیابانی
۶) اعتیاد به مواد مخدر
۷) سابقه خانوادگی خودکشی
۸) سابقه اقدام به خودکشی توسط خود فرد
۹) بیکار شدن و از دست دادن شغل
۱۰) از دست دادن یک رابطه مهم
۱۱) دسترسی به دارو یا اسلحه مثل کارکنان داروخانه یا اتاق عمل و سربازها
در مورد سن و جنس افرادی که اقدام به خودکشی می‌کنند باید گفت آقایان بالای ۴۵ سال در معرض خطر بیشتری برای خودکشی هستند.

## افکار  و روش های خودکشی
افکار خودکشی (به انگلیسی: Suicidal ideation) یک اصطلاح پزشکی است که در رابطه با اشتغال ذهنی شدید فرد در حول و حوش خودکشی به کار برده می‌شود. این افکار و تصورات انواع گوناگونی را شامل می‌شوند. برخی از این افکار ممکن است در حد تصور و خیال پردازی بوده و آن چنان جدی نباشد که از آن جمله می‌توان به طرح و نقشه خودکشی با جزئیات، بازی نقش و تفکر دربارهٔ خودکشی ناموفق و نیمه خودکشی به گونه‌ای که افراد دیگر از رنج روحی فرد باخبر بشوند، اشاره کرد. اما برخی دیگر ممکن است کاملاً جدی و به قصد نابودی فرد در ذهن وی جریان داشته باشند. از آمارها چنین برمی آید که درست است که همه افرادی که به نوعی به خودکشی فکر می‌کنند یا قبلاً فکر کرده‌اند، اقدام به خودکشی نمی‌کنند، اما بیشترشان در نهایت این کار را به انجام خواهند رساند. مهم‌ترین عاملی که می‌تواند در تفکرات و خیال پردازی‌های فرد درباره خودکشی نقش ایفا کند، افسردگی است. اما عوامل دیگری نیز همچون برخی بیماری‌های روانی، حوادث غیرقابل پیش‌بینی و اتفاقات درون خانواده می‌توانند سبب ساز شکل‌گیری افکار و خیالات خودکشی در فرد بشوند. تکرار افکار خودکشی یا اقدام به خودکشی می‌تواند یکی از نشانه‌های بارز اختلال شخصیت مرزی باشد. یک تحقیق نشان داد که ۷۳٪ از اشخاص مبتلا به این اختلال اقدام به خودکشی کرده‌اند و متوسط اقدام به خودکشی در هر فرد مبتلا ۳ تا ۴ بار ذکر شده‌است. در حال حاضر راه‌های درمانی و داروهای خاصی برای درمان افرادی که اشتغال ذهنی شدیدی به خودکشی دارند، موجود است.
روش‌های خودکشی مجموعه روش‌هایی هستند که شخصی برای پایان دادن به زندگی‌اش از آن‌ها استفاده می‌کند. خودکشی در تاریخ زندگی انسان همواره وجود داشته و روش‌های گوناگونی برای پایان دادن به زندگی به‌طور عمد به وجود آمده‌است اما در بسیاری از موارد، تلاش افراد برای خودکشی، منجر به شکستگی استخوان‌ها یا صدمات سنگین به اندام‌های حیاتی بدن، همچون مغز می‌شود. این صدمات می‌توانند تأثیرات بلندمدتی بر روی سلامت فرد داشته باشند. در ایالات متحده آمریکا تنها ۸ درصد از تلاش برای خودکشی منجر به مرگ می‌شود.
خودکشی‌ها اغلب تصمیم‌های لحظه‌ای هستند که ممکن است با دور کردن وسایل مربوط قابل پیشگیری باشند. کم‌ کردن دسترسی به وسایل مربوط به خودکشی یکی از روش‌های متداول است که منجر به کاهش کلی تعداد خودکشی‌ها می‌شود. برخی از انواع این کار شامل محدود کردن دسترسی به آفت‌کش‌ها، سلاح‌های گرم و داروهای شناخته‌شده است. اقدامات مهم دیگر، داشتن سیاست‌هایی برای استفاده بیش از حد الکل و درمان اختلالات روانی است. اقدامات کنترل اسلحه در تعدادی از کشورها شاهد کاهش خودکشی و سایر مرگ‌های مرتبط با اسلحه بوده‌است.
- خفگی
- اسلحه گرم
- انفجار
- برق گرفتگی
- پرش از ارتفاع

- تصادف
- خودسوزی
- خودکشی غیر مستقیم
- خون ریزی
- بریدن مچ دست
- دار زدن
- سیانور
- سپوکو(هاراکیری)
- غرق شدن
- کم آبی
- گرسنگی
- مسمومیت
- آفت کش‌ها
- گچ ساختمانی
- مواد ساختمانی
- کربن مونوکسید
- نمک
- سایر سموم مانند مرگ موش

## پیشگیری از خودکشی
پیشگیری از خودکشی به هر تلاشی از سوی سازمان‌ها، دولت‌ها، مراکز بهداشت روانی، اتحادیه‌ها، متخصص، شهروندان و هر شخصی برای کاهش میزان خودکشی گفته می‌شود. از جمله روش‌های نامستقیم پیشگیری از خودکشی می‌توان به این موارد اشاره نمود: الف- درمان نشانه‌های روانی و روانی-جسمی افسردگی. ب- بهبود روش‌های مقابله با بحران در افرادی که به شدت در فکر خودکشی به سر می‌برند. پ- کاهش شیوع کاراهایی که منجر به برانگیختن افکار خودکشی در فرد می‌شوند. ت- امید دادن به افراد مبنی بر اینکه پس از مشکلاتی که پشت سر گذاشته‌اند یا در حال حاضر با آن‌ها دست و پنجه نرم می‌کنند، زندگی بهتر خواهد شد. این تلاش‌ها می‌بایستی هم در زمینه روان‌شناختی و هم دارویی در کنار آگاهی‌دهی عمومی و ارتقاء سطح بهداشت روانی عمومی صورت پذیرند. در واقع می‌بایست کارهایی که باعث حفاظت فرد از خودکشی می‌شوند همچون حمایت اجتماعی و عاطفی را افزایش و کاراهایی که این خطر را برای فرد ایجاد می‌کنند همچون دسترسی به ابزار خودکشی را کاهش دهیم. خودکشی را نباید تنها یک مشکل پزشکی یا روان‌پزشکی در نظر گرفت؛ چراکه این مسئله ابعاد گوناگونی دارد.

### انواع روش های پیشگیری از خودکشی
برای درک بهتر اینکه چرا نیاز به یک دید جامع نسبت به پیشگیری از خودکشی داریم، راهکارهای گوناگونی در دهه‌های اخیر به وجود آمده‌اند.
در سال ۲۰۰۱ بخش بهداشت و خدمات انسانی دولت آمریکا راهبردی به جهت پیشگیری از خودکشی منتشر نمود که نحوه برخورد با خودکشی و مبارزه با عوامل خطرآفرین آن در آمریکا را شامل می‌شود. در این نوشته از مردم خواسته می‌شود که به خودکشی به عنوان یک مسئله بهداشت عمومی توجه نشان دهند و به عوامل و نشانه‌های رفتاری خودکشی افراد خودکش با یک دید جمعی‌نگر آگاه شوند (برخلاف توجه صرف به اینکه فرد در گذشته چه مشکلاتی داشته که منجر به پدید آمدن افکار خودکشی در وی شده‌است). در این سند همچنین به ۱۱ راهبرد برای مبارزه با خودکشی و پیشگیری از آن اشاره شده که در زیر آورده می‌شوند:
1. افزایش آگاهی مردم نسبت به اینکه خودکشی یک مسئله مربوط به بهداشت عمومی است که قابل پیشگیری است.

1. توسعه پشتیبانی وسیع به جهت پیشگیری از خودکشی.
2. کاهش دید منفی نسبت به یاری خواستن از متخصصین بهداشت روانی، مصرف مواد مخدر و خدمات پیشگیری از خودکشی
3. توسعه برنامه‌ریزی‌های جامعه‌محور برای پیشگیری از خودکشی
4. تلاش در جهت کاهش دسترسی افراد به ابزار آسیب رساندن به خود
5. آموزش شناخت رفتار پرخطر و ارائه خدمات درمانی مناسب و جامع
6. توسعه و پیشبرد رویکرد درمان بالینی و تخصصی در کلینیک‌های بهداشت روانی
7. تسهیل دسترسی به خدمات بهداشت روانی و راحتی ارتباط بیماران روانی و معتادان به آن
8. افزایش پوشش خبری و رسانه‌ای در رابطه با مصرف نامناسب مواد، رفتار خطرآفرین خودکشی و بیماری‌های روانی
9. پیشبرد و پشتیبانی از تحقیقات مربوط به خودکشی و پیشگیری از آن
10. بهبود سامانه‌های پایشی

### روش‌های ویژه پیشگیری از خودکشی
از دیگر راه‌کارهای ویژه پیشگیری از خودکشی می‌توان بدین موارد اشاره نمود:
- گزینش و آموزش گروه‌های داوطلب برای یاری‌رسانی و ارجاع محرمانه افراد به مراکز بهداشت روانی
- افزایش کارایی روانی از راه خوش‌بینی و ایجاد ارتباط بین فردی
- آگاهی‌دهی در رابطه با خودکشی از راه آموزش عوامل خطرآفرین، پوسترهای تبلیغاتی و دسترسی به کمک
- افزایش کارایی و دانش کارمندان خدمات به‌زیستی و به‌داشتی از جمله مشاوره رایگان خودکشی
- کاهش خشونت خانگی و مصرف نادرست مواد از جمله راه‌کارهای بلند مدت کاهش مسائل مربوط به بهداشت روانی هستند.
- کاهش دسترسی آسان به ابزار خودکشی (به‌طور مثال اسلحه)
- کاهش دوز مصرف داروهایی همچون آسپرین که بدون نسخه قابل خرید هستند
- مداخله رفتاری در تصحیح رفتار گروه‌های پرخطر
- تحقیق و پژوهش

همچنین گفته می‌شود که رسانه‌های خبری با توانایی خود در نشان دادن روی منفی خودکشی همچون دردهای مزمن و آسیب‌هایی که در صورت خودکشی ناموفق ممکن است برای فرد ایجاد شود و نیز مشکلاتی که برای اقوام فرد خودکش ایجاد می‌کند، قادرند فرد را وادار کنند تا به جای پایان دادن به زندگی خود، راه حلی برای مشکلاتش بیابد. رسانه‌ها همچنین می‌بایست با این کار از همه‌گیری خودکشی و تبدیل اعضای جامعه و مسئولان به مدافعان حق مردن جلوگیری کنند.

## روش های پیشگیری از خودکشی در زندان
خودکشی در زندان‌ها، بازداشتگاه‌ها و سایر مراکز کیفری از دیرباز نگرانی افرادی بوده است که مسئول مراقبت از زندانیان هستند. رفتار خودکشی در زندان‌ها ممکن است در اثر آسیب‌پذیری زندانیان یا محرومیت‌های زندانی در حین بازداشت باشد. پس برای جلوگیری از این اتفاق مخرب چه راهکاری را باید به کار گرفت؟ برای یافتن این پاسخ باید گروهی از متخصصان و مشاوران در بین این افراد قرار بگیرند تا دلایل و شیوه‌های پیشگیری را شناسایی و پیدا نمایند.
خودکشی دلیل اصلی مرگ قابل پیشگیری در زندان‌ها تلقی می‌شود. با وجود این که بیش از پیش تحقیقات گسترده‌ای در حال بررسی عوامل مختلف خطر مرتبط با احتمال خودکشی در زندان وجود دارد، اما تاکنون این امر منجر به موفقیت در برنامه‌های پیشگیری نشده، یک رویکرد جایگزین مورد نیاز است که می‌خواهد در سطح فردی بفهمد چه چیزی زندانی را به فکر پایان دادن به زندگی خود سوق می‌دهد.
جمع آوری ابزارهای ممکن برای اقدام به خودکشی افراد مستعد، یکی از راه های پیشگیری از این اقدام آن‌ها است که استفاده از پتوهای ضد خودکشی به جای پتوهای معمولی، باعث کاهش نظارت دائمی بر زندانیان و نیز کاهش آمار خودکشی آن‌ها می‌شود.